# 大山腳 (臺南市)
大山腳，亦可寫作大山脚，是臺灣臺南市麻豆區的一個傳統地域名稱，位於該區中部偏西北。相較於今日行政區，其範圍大致包括海埔里東半部不含東部邊界地帶的兩段、麻口里北部凸出部分的西大半部。
本地區境內主要聚落為大山腳、埤仔尾，大山國小設於大山腳聚落南側。

## 歷史
台灣日治初期，大山腳地區為一街庄，稱為「大山腳庄」（舊制街庄），隸屬於蔴荳堡。該庄昔日北與港仔尾庄為鄰，東與埤頭庄為鄰，南邊為蔴荳口庄，西邊為海埔庄。
1901年（日治明治三十四年）11月11日，全台廢縣廳改設二十廳，該庄隸屬於鹽水港廳。1904年（明治三十七年）4月1日，該庄編入「子良廟區」，隸屬於鹽水港廳。1906年（明治三十九年）4月1日，鹽水港廳內管轄區域調整，該庄改隸屬於「佳里興區」。1909年（明治四十二年）10月25日，全台合併二十廳為十二廳，佳里興區改隸屬於臺南廳。1920年（大正九年）10月1日，全台地方制度大改正，廢十二廳改設五州二廳，該庄改制為「大山腳」大字，隸屬於臺南州曾文郡麻豆街（新制街庄）。
戰後麻豆街改制為麻豆鎮，隸屬於臺南縣，大字亦改制為里。1950年（民國39年）10月25日，雲、嘉、南分治，麻豆鎮仍隸屬於臺南縣。2010年（民國99年）12月25日，臺南縣、市合併為直轄臺南市，麻豆鎮改制為麻豆區。

## 聚落
本地區發展較早的聚落為大山腳、埤仔尾，在日治期初期的官方地圖上已有記載。

## 交通
市道171號是北門至烏山頭的道路，經過本地區大山腳聚落南側。由該道路西行可前往學甲區、北門區，並止於區道南15線路口；東行可前往麻豆區麻豆市區、官田區的烏山頭地區，並止於市道165號路口。
區道南24線是頂潭至埤頭的道路，其東側端點（終點）位於本地區東部邊界南側的市道173號路口，由此向西南轉西會經過本地區南部邊界地帶。
區道南49線是客寮至謝厝寮的道路，經過本地區大山腳聚落。
區道南49-1線是海埔至埤仔尾的道路，其東側端點（終點）位於本地區中部的區道南49線路口，由此向西北會經過本地區的埤仔尾聚落。

## 學校
- 大山國小

## 產業
- 麻豆工業區（僅大山國小南側一小塊地，其餘大部分位於南鄰麻豆口地區及東鄰埤頭地區內）